# Andriej Swietłakow
Andriej Pawłowicz Swietłakow, ros. Андрей Павлович Светлаков (ur. 6 kwietnia 1996 w Moskwie) – rosyjski hokeista, reprezentant Rosji.

## Kariera
- Krasnaja Armija Moskwa (2012-2015)
- Zwiezda Czechow (2015-2019)
- CSKA Moskwa (2015-)

Wychowanek klubu Siewiernaja Zwiezda Moskwa. Karierę rozwijał w CSKA Moskwa i jemu podległych zespołach w rozgrywkach juniorskich MHL oraz seniorskich WHL. W 2013 w KHL Junior Draft został wybrany przez tenże klub z numerem 80. Przez cztery sezony grał w juniorskich rozgrywkach MHL. W barwach CSKA zadebiutował także w seniorskich rozgrywkach KHL w sezonie KHL (2015/2016). Przedłużał kontrakt z CSKA wiosną 2017 o trzy lata i latem 2019 o dwa lata.
W barwach juniorskich kadr Rosji uczestniczył w turniejach mistrzostw świata do lat 17 edycji 2013 oraz mistrzostw świata juniorów do lat 20 edycji 2016. W barwach reprezentacji seniorskiej zadebiutował w sezonie 2015/2016 i występował w kolejnych latach.

## Sukcesy
Reprezentacyjne
- Srebrny medal igrzysk olimpijskich młodzieży: 2012
- Srebrny medal olimpijskiego festiwalu młodzieży Europy: 2013
- Srebrny medal mistrzostw świata juniorów do lat 17: 2013
- Srebrny medal World Junior A Challenge: 2014
- Srebrny medal mistrzostw świata juniorów do lat 20: 2016

Klubowe
- Srebrny medal MHL: 2014 z Krasnają Armiją Moskwa
- Puchar Kontynentu: 2016, 2017, 2019, 2020 z CSKA Moskwa
- Złoty medal mistrzostw Rosji: 2019, 2020, 2022, 2023 z CSKA Moskwa
- Srebrny medal mistrzostw Rosji: 2016, 2018 z CSKA Moskwa
- Pierwsze miejsce w Dywizji Tarasowa w sezonie zasadniczym: 2016, 2017, 2018, 2019, 2020 z CSKA Moskwa
- Pierwsze miejsce w Konferencji Zachód w sezonie zasadniczym: 2016, 2017, 2019, 2020 z CSKA Moskwa
- Puchar Otwarcia: 2015 z CSKA Moskwa
- Finał KHL o Puchar Gagarina: 2016, 2018 z CSKA Moskwa
- Puchar Gagarina: 2019, 2022, 2023 z CSKA Moskwa

Indywidualne
- MHL (2014/2015):
  - Piąte miejsce w klasyfikacji asystentów w sezonie zasadniczym: 34 asysty[3]
  - Dwunaste miejsce w klasyfikacji kanadyjskiej w sezonie zasadniczym: 52 punkty[4]
- KHL (2015/2016): 
  - Najlepszy pierwszoroczniak tygodnia – 31 stycznia 2016
- KHL (2022/2023):
  - Pierwsze miejsce w klasyfikacji wykonanych uderzeń ciałem w fazie play-off: 69
  - Czwarte miejsce w klasyfikacji +/- w fazie play-off: +11
- KHL (2024/2025):
  - Trzecie miejsce w klasyfikacji +/- w sezonie zasadniczym: +31
  - Pierwsze miejsce w klasyfikacji liczby przerwanych podań przeciwnika w fazie play-off: 22